# 3671 Dionysus
3671 Dionysus è un asteroide near-Earth del diametro medio di circa 1,9 km. Scoperto nel 1984, presenta un'orbita caratterizzata da un semiasse maggiore pari a 2,1991613 UA e da un'eccentricità di 0,5411561, inclinata di 13,53149° rispetto all'eclittica.
L'asteroide, dedicato a Dioniso, divinità della mitologia greca, era stato inizialmente battezzato 3671 Dionysius per poi essere corretto nella denominazione attuale.